# Star Wars: The Clone Wars - Gli eroi della Repubblica
Star Wars: The Clone Wars - Gli eroi della Repubblica (Star Wars: The Clone Wars - Republic Heroes) è un videogioco d'azione, sviluppato dalla Lucasfilm Animation Singapore e dalla Krome Studios e pubblicato da LucasArts,disponibile per le piattaforme Microsoft Windows, Xbox 360, PlayStation 3, Wii, PlayStation Portable, PlayStation 2 e Nintendo DS. Il gioco è ambientato durante i fatti narrati nella serie The Clone Wars. Il gioco è uscito il 6 ottobre 2009. Fa parte dell'Universo espanso.

## Trama
Il gioco è ambientato tra la Prima Stagione e la Seconda Stagione della serie televisiva. I principali antagonisti del gioco sono il cacciatore di taglie Cad Bane e lo skakoan Kul Teska, nonché il Conte Dooku.
All'inizio ci si troverà su Ryloth per liberarlo dai rimanenti droidi e si comanderà Anakin Skywalker, che sarà in compagnia della sua padawan Ahsoka Tano. Questo livello sarà una specie di tutorial perché permetterà di imparare le mossi basilari come saltare o usare la spada laser. Si dovranno sconfiggere i droidi fino ad arrivare ad un punto dove ci sarà una specie di boss secondario, un droide gigante di cui si dovranno distruggere prima gli occhi e poi il testone. Una volta fatto ciò ci si troverà in compagnia del Capitano Rex che, grazie ad un trasporto d'assalto a bassa quota, porterà il giocatore in un altro punto di Ryloth dove si svolgerà il secondo livello e dove si dovrà distruggere, sempre controllando Anakin,  la "ferraglia" rimasta in quella zona e attivare dei generatori di energia.
Nel terzo livello invece ci si troverà nei panni di Rex e si imparerà a sparare, a tirare le granate e altre cose fondamentali per svolgere il ruolo di soldato. Qui si dovrà neutralizzare l'avamposto due e a missione completata si intercetta un messaggio dei droidi in cui si scopre che molte altre unità si trovavano in quel settore.

## Personaggi
- Anakin Skywalker
- Obi-Wan Kenobi
- Ahsoka Tano
- Mace Windu
- Kit Fisto
- Plo Koon
- Aayla Secura
- Luminara Unduli
- Capitano Rex
- Comandante Cody
- Comandante Gree
- Comandante Ponds
- Comandante Bly
- Soldato Switch
- Sergente Boomer
- Sergente Kano
- Conte Dooku
- Asajj Ventress
- Cad Bane
- Kul Teska

## Modalità di gioco
Questo videogame permette al giocatore di scegliere sia i Cavalieri Jedi, che i Soldati Clone, gli AT-RT e altri personaggi ed è composto da oltre 30 missioni. Il gioco ha uno stile grafico simile a quello della serie Star Wars: The Clone Wars dal quale è tratto. La modalità di gioco è pressappoco simile a quella del videogioco del 2005 della LucasArts Star Wars Episodio III: La vendetta dei Sith. Il giocatore è in grado di usare i Poteri della Forza giocando un personaggio sensibile alla Forza. Per equilibrare i ruoli, i soldati clone avranno a loro disposizione un vasto arsenale di guerra. Nel videogioco è disponibile anche una modalità cooperativa.
Il gioco è composto da quattro differenti atti sviluppati su differenti pianeti e una stazione orbitante della Repubblica.
Le prime missioni riguardano il pianeta desertico Ryloth, le altre saranno sulla stazione Juma 9, sul pianeta nevoso Alzoc III e su Behpour. I personaggi Jedi hanno a disposizione la spada laser e attacchi di Forza, che possono essere caricati per maggiore danno. Le varianti con cui possono distruggere i nemici droidi sono molteplici: dal semplice attacco con la spada al saltarli sopra controllandoli per usarli come arma alternativa e infine farli saltare in aria. I cloni invece hanno a disposizione il fucile blaster, granate EMP (che disattivano momentaneamente le forze nemiche), detonatori termici e lanciarazzi.
Nel corso del gioco sono poi sbloccabili diversi bonus, tra i quali maschere dei personaggi della saga, trucchi, potenziamenti e balli droidi (ossia una piccola Easter Egg che permette di distrarre i nemici per un lasso di tempo).
Oltre che combattere, per procedere spesso è necessario risolvere semplici enigmi, come quello di far saltare ostacoli usando il controllo sui droidi, oppure bypassare sistemi quando si usano le truppe clone.